# La Sibylle de Perse (Michel-Ange)
La Sibylle de Perse, persique ou persane, est une fresque (400 × 380 cm) réalisée par Michel-Ange en 1511-1512 et qui fait partie de la décoration du plafond de la chapelle Sixtine, dans les musées du Vatican à Rome, commandée par Jules II.

## Histoire
Michel-Ange a commencé à peindre les travées de la voûte en commençant près de la porte d'entrée utilisée lors des entrées solennelles du pontife et de son entourage dans la chapelle, pour terminer par la travée au-dessus de l'autel. La Sybille de Perse, qui se situe dans la septième travée à partir de la porte, est l'une des figures de la deuxième phase du chantier, réalisée entre l'automne 1511 et octobre 1512.

## Description et style

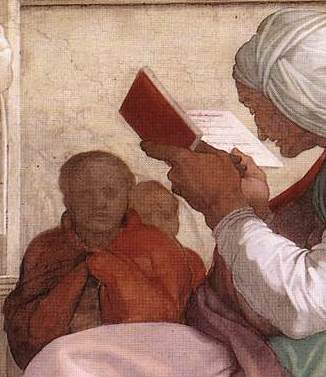
Détail.

La Sibylle de Perse fait partie de la série des Voyants, placés sur de grands trônes architecturaux installés sur des pédicules. Chacun d'eux est flanqué d'un couple de jeunes assistants et se tient dans un grand siège de marbre, entre deux semelles avec de faux hauts-reliefs de putti disposés par paires, dans diverses positions. Leur nom est écrit (dans ce cas PERSICHA) sur un cartouche tenu par un putto, situé sous la plate-forme à la base du trône.
La sibylle persane est représentée par Michel-Ange, de même que La Sibylle de Cumes, comme une femme âgée qui, pliée sous une bosse importante, a du mal à déchiffrer le livre des prophéties qu'elle tient près de ses yeux de ses bras puissants. Elle se retourne vers le mur, le visage et la poitrine dans l'ombre, tandis que son bras droit et ses jambes sont violemment illuminés.
Derrière elle, deux angelots sont à moitié cachés ; le premier se couvre d'un manteau rouge. Les couleurs vives des robes de la sibylle donnent de l'éclat à la silhouette, qui se démarque davantage des nombreux plis de la draperie. L'accord chromatique entre le vert d'eau et le rose saumon est sobre et élégant. Du point de vue anatomique, la femme a une structure herculéenne et puissante : comme toutes les femmes reproduites par Michel-Ange, elle a une musculature masculine, typique de sa poétique, qui a pour thème central le corps nu masculin en mouvement.